# Allgemeiner Unsinn
In der Mathematik werden unter der Bezeichnung allgemeiner Unsinn (englisch abstract nonsense, general nonsense) Beweise zusammengefasst, die sich abstrakter kategorientheoretischer Argumente bedienen. Die Bezeichnung ist in der Regel nicht abwertend zu verstehen.

## Geschichte
Als Geburtsstunde der Kategorientheorie gilt gemeinhin die 1942 von Samuel Eilenberg und Saunders MacLane veröffentlichte Arbeit General Theory of Natural Equivalences. Laut MacLane wurde die Theorie der Kategorien damals von einigen Leuten pejorativ als general abstract nonsense bezeichnet.
Die Popularisierung des Begriffs mit einer nicht-pejorativen Bedeutung wird heute Norman Steenrod zugeschrieben.
In den ersten beiden Auflagen des bekannten Algebra-Lehrbuches von Serge Lang gibt es eine Übungsaufgabe:
„Take any book on homological algebra, and prove all the theorems without looking at the proofs given in that book.“
Nehmen Sie ein beliebiges Buch über homologische Algebra und beweisen Sie all die Sätze ohne Blick auf die Beweise in diesem Buch.
„Homological algebra was invented by Eilenberg-MacLane. General category theory (i.e., the theory of arrow-theoretic results) is generally known as abstract nonsense (the terminology is due to Steenrod).“
Homologische Algebra wurde von Eilenberg-MacLane erfunden. Allgemeine Kategorientheorie, d. h. die Theorie abstrakter Morphismen, ist allgemein als Abstrakter Unsinn bekannt, die Terminologie geht auf Steenrod zurück.
In der dritten Auflage von 1993 fehlt diese Aufgabe, dafür steht in der Einleitung zu Part Four: Homological Algebra:
In the forties and fifties (mostly in the works of Cartan, Eilenberg, MacLane, and Steenrod, see [CaE 57]), it was realized that there was a systematic way of developing certain relationships of linear algebra, depending only on fairly general constructions which were mostly arrow-theoretic, and were affectionately called abstract nonsense by Steenrod.
In den 40er und 50er Jahren (vor allem in den Arbeiten von Cartan, Eilenberg, MacLane und Steenrod) bemerkte man, dass es eine systematische Art der Entwicklung gewisser Beziehungen der linearen Algebra gibt, die nur von ziemlich allgemeinen Konstruktionen abhängt, von denen die meisten morphismen-theoretisch sind und von Steenrod liebevoll als abstrakter Unsinn bezeichnet wurden.

## Beispiele
Typische Beispiele sind
- Beweise mittels Diagrammjagden: eine Beweismethode in der homologischen Algebra, die die Kommutativität von Diagrammen, die Injektivität, Surjektivität oder Bijektivität von Morphismen oder die Exaktheit von Sequenzen ausnutzt. Ein Beispiel ist die Konstruktion des verbindenden Homomorphismus im Beweis des Schlangenlemmas.
- Verwenden einer universellen Eigenschaft oder adjungierter Funktoren.
- Anwendungen des Lemmas von Yoneda.